# Kabo Air
Pour les articles homonymes, voir Kabo (homonymie).
Kabo Air est une compagnie aérienne basée à l'aéroport international de Kano à Kano au Nigeria. Dans un premier temps, Kabo Air a opéré pour des vols charters et des vols gouvernementaux. En 2009, elle a reçu l'autorisation de mettre en service des vols internationaux. Les destinations au départ de Kano sont Abuja, Dubaï et Djeddah.

## Histoire
Kabo Air a été créée en février 1980 par le Dr Alhaji Muhammadu Adamu Dankabo et a commencé ses opérations en avril 1981. Kabo Air est propriétaire de Kabo Holdings. La compagnie a arrêté d'assurer ses vols intérieurs en 2001 et s'est concentrée sur les vols charters internationaux et les vols pour le Hadj. Kabo Air a obtenu les droits pour lancer leur service sur les destinations de Rome, Nairobi et N'Djaména, mais ces destinations n'ont pas encore été desservies par Kabo Air[réf. nécessaire].
Kabo Air satisfait les exigences des autorités de l'aviation civile nigériane (NCAA) pour une re-capitalisation en mai 2007.

## Destinations

### Afrique
- Égypte
  - Caire - Aéroport international du Caire
- Nigeria
  - Abuja - Aéroport international Nnamdi Azikiwe
  - Kano - Aéroport international de Kano

### Asie du Sud-Est
- Arabie saoudite
  - Djeddah - Aéroport international King Abdulaziz de Djeddah
- Émirats arabes unis
  - Dubaï - Aéroport international de Dubaï

## Flotte
Composition de la flotte de Kabo Air (4 septembre 2015):
- 2 Boeing 747-100
- 2 Boeing 747-200
- 2 Boeing 747-400